# PzHbz88/95 KAWEST
L'M109 KAWEST è un semovente d'artiglieria svizzero.
È una versione modificata dell'obice blindato M109 statunitense realizzata dall'azienda Ruag, la sigla KAWEST sta per Kampfwertsteigerung (miglioramento delle capacità di combattimento).

## Armamento
Le modifiche riguardano il cannone L47 155 mm prodotto in Svizzera, derivato dal sistema BISON, che permette di ampliare il raggio di tiro oltre i 36 km, l'installazione del sistema NAPOS, un'idraulica migliorata e la possibilità di caricare più munizioni, inoltre altre modifiche minori concorrono a fare di questo mezzo uno dei migliori sistemi d'artiglieria oggi in circolazione.

## Granate
L'armamento principale del KAWEST è costituito da un cannone L47 rigato da 155 mm con freno di bocca, capace di sparare le seguenti munizioni:
- ÜbG (Übungsgranate), granata d'esercizio con una ridotta quantità di tritolo e schegge prodotte
- StG (Stahlgranate), la "granata d'acciaio" è il proiettile utilizzato in caso di guerra, ha un raggio d'azione di più di 50 m
- KaG 88 (Kanistergeschoss 88), granata a grappolo contenente 63 submunizioni a carica cava
- Kag 90 (Kanistergeschoss 90), granata a grappolo con una carica situata sulla base (Base Bleed) del proiettile per eliminare le turbolenze di coda e aumentarne la gittata, per questo contiene meno submunizioni della KaG 88 (49)
- Granate luminose
- Granate "SMART" anticarro

Questi proiettili sono propulsi da cariche esplosive numerate da 2 a 10 (esiste anche la carica 10+, ma è utilizzata solo per dei test in quanto la struttura del carro ne risente) a seconda della potenza.
Le spolette possono essere a impatto, a penetrazione, a tempo e ad avvicinamento: ve n'è un ampio assortimento da quelle meccaniche a quelle digitali.
L'armamento secondario è una Mg 64 (Browning M2) da 12,7 mm usata come arma antiaerea, contro la fanteria e mezzi leggeri.

## Equipaggio
L'equipaggio è composto da 6 membri:
- un capopezzo (Appuntato capo o Sergente)
- un autista
- 4 cannonieri che si occupano rispettivamente di puntare il cannone (C1), preparare e caricare le granate (C2), controllare l'otturatore e sparare (C3), preparare le cariche (C4).

Con questo sistema il pezzo d'artiglieria riesce a sparare i primi 3 colpi in meno di 15 secondi, dopodiché la cadenza di tiro scende a 4-5 colpi al minuto.

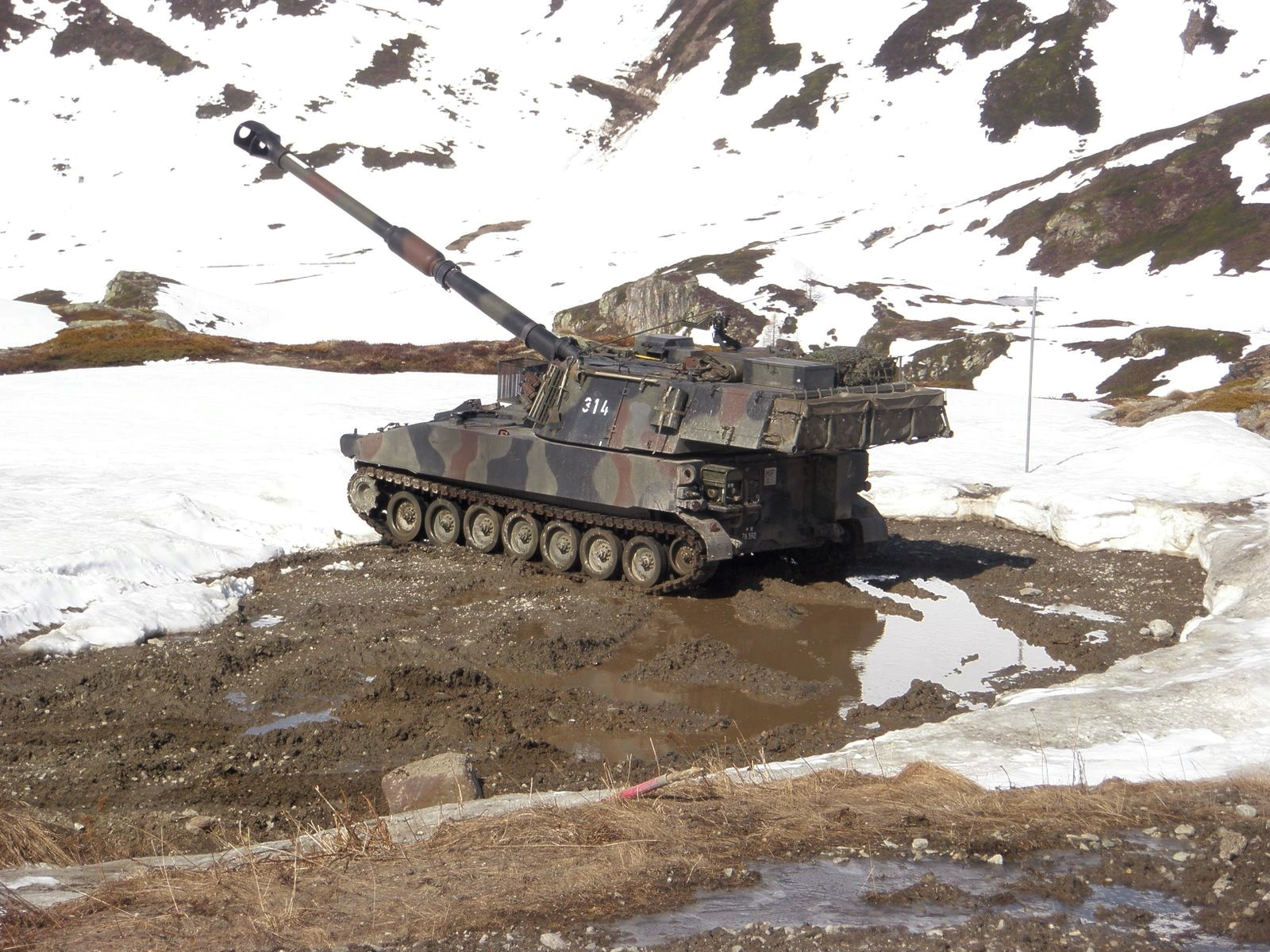
KAWEST pronto al tiro sul passo del Sempione nel 2008.

## Attrezzature

### NAPOS
Il sistema di NAvigazione e POSizionamento può essere considerato il cervello del KAWEST, in quanto si occupa di calcolare continuamente la posizione del carro sul terreno.
Questo è possibile grazie ad un altimetro, a due giroscopi laser e un rilevatore di velocità situato nella scatola del cambio del mezzo.
Inoltre NAPOS manda le proprie coordinate al computer FARGO della PCT (Posto Comando Tiro), riceve le coordinate ti tiro e le mostra sullo schermo del C1 che potrà puntare l'obice con grande precisione.
Questo sistema permette di sparare con qualsiasi tempo e in qualsiasi luogo senza preparazione, così da poter cambiare di volta in volta le zone di fuoco per evitare il tiro di controbatteria. Inoltre anche durante gli spostamenti può essere pronto in pochi minuti a fare fuoco.
NAPOS è anche esente da disturbi, grazie al fatto che non utilizza la rete satellitare ma calcola internamente la posizione. Solamente alla messa in servizio e, al massimo, dopo 8 giorni deve ricevere delle coordinate dall'esterno (punti update) così da eliminare qualsiasi errore di calcolo.

### IPP
È posizionato di fianco al capopezzo(CP) e mostra le coordinate di tiro, il tipo di granata e spoletta (eventualmente anche il tempaggio), tipo di carica, altre informazioni quali inizio e fine del tiro. le coordinate vengono anche mandate al NAPOS dopo l'approvazione del CP

### Comunicazioni
Il KAWEST possiede un sistema radio denominato SE-235 che permette lo scambio di dati e voce tra i vari pezzi e il PCT.
Un interfono permette al capopezzo, al conducente e al C1 di comunicare tra loro e verso l'esterno.
Inoltre su SE-235 arrivano i dati per il tiro che vengono comunicati all'IPP che a sua volta manda le coordinate di tiro al NAPOS

### SAPH
Il SAPH è il simulatore d'artiglieria in possesso dell'esercito svizzero, è composto da 6 pezzi modificati, un simulatore per il conducente, una PCT e delle postazioni per i direttori d'esercizio.
Sono localizzati nelle piazze d'armi di Frauenfeld, Bière e Thun.

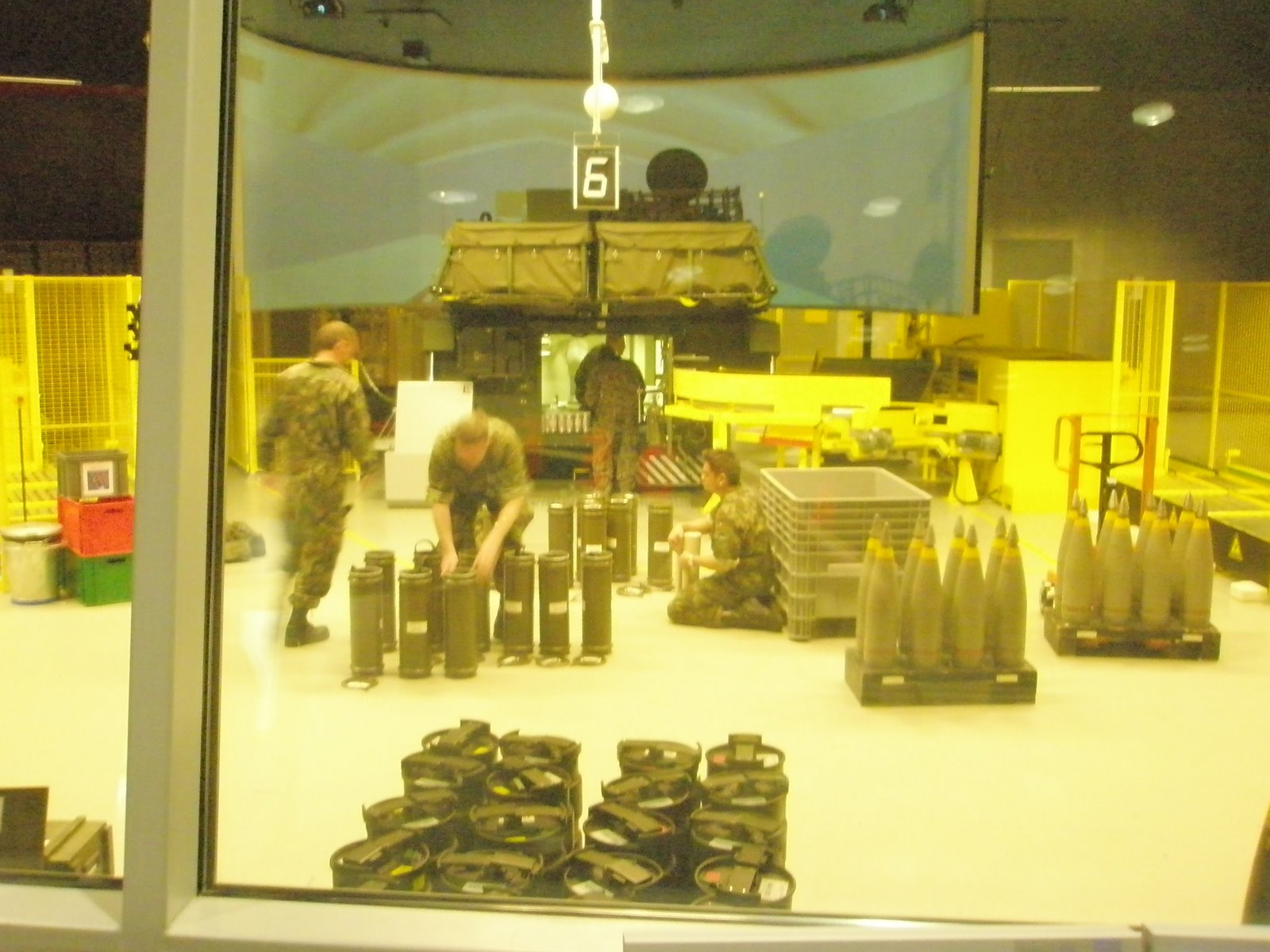
Cannonieri al lavoro nel SAPH di Bière.

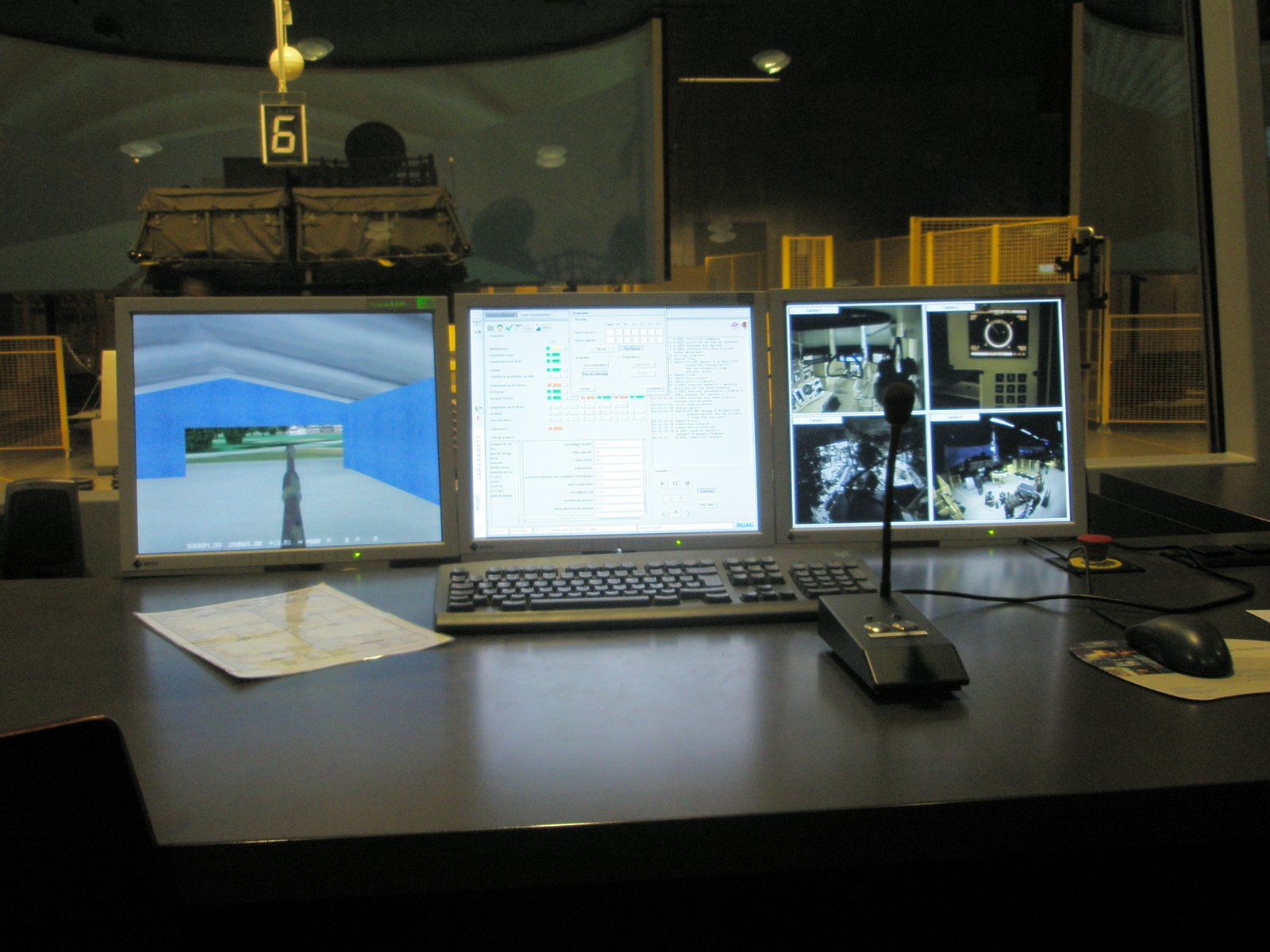
Una postazione SAPH per il direttore d'esercizio.

## Paesi utilizzatori
- Svizzera
- Cile (Versione M109A1 modernizzata solo parzialmente, non al punto del Pz88 KAWEST)